# جونان-كو
جونان-كو (باليابانية: 城南区) هو حي في اليابان، يقع في فوكوكا، فوكوكا، بلغ عدد سكانه 131,242 نسمة وذلك حسب إحصائيات سنة 2017، تبلغ مساحته 16.02 كيلومتر مربع.

## معرض صور

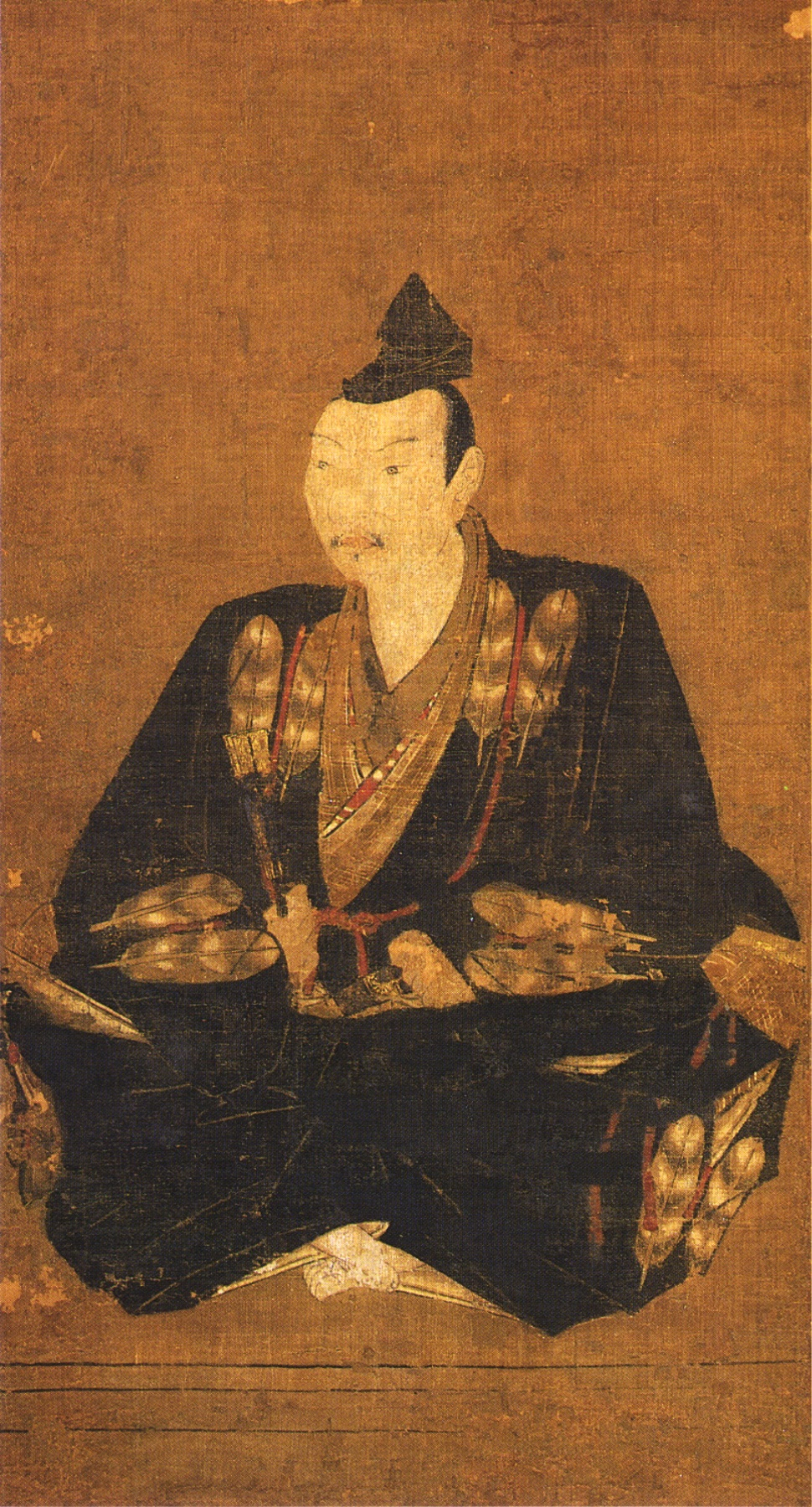
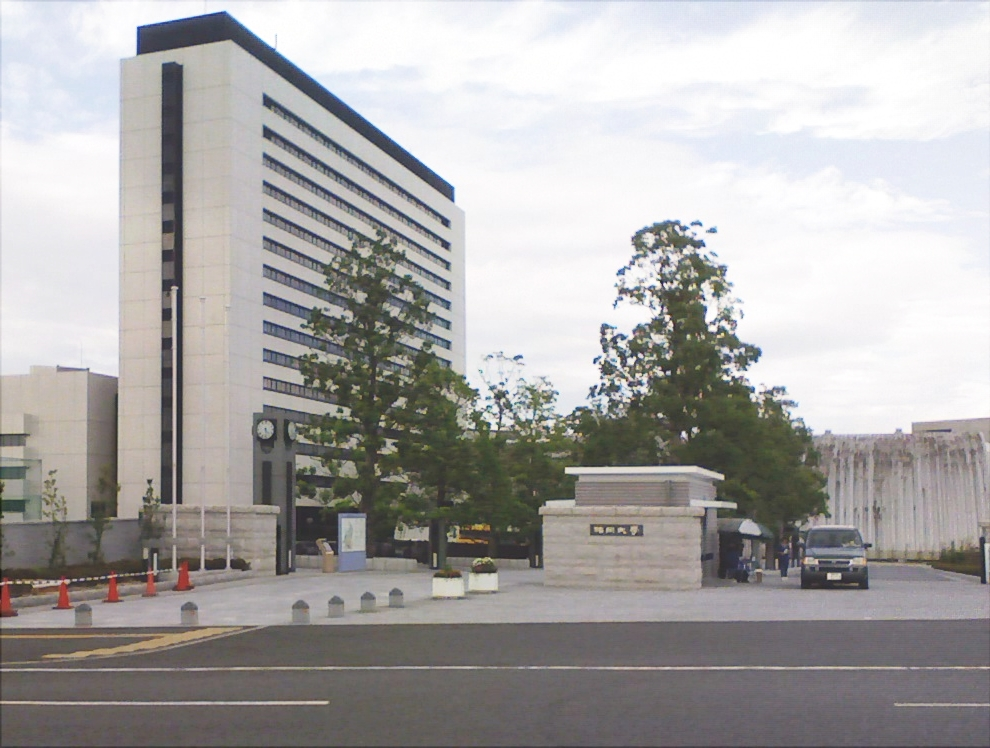
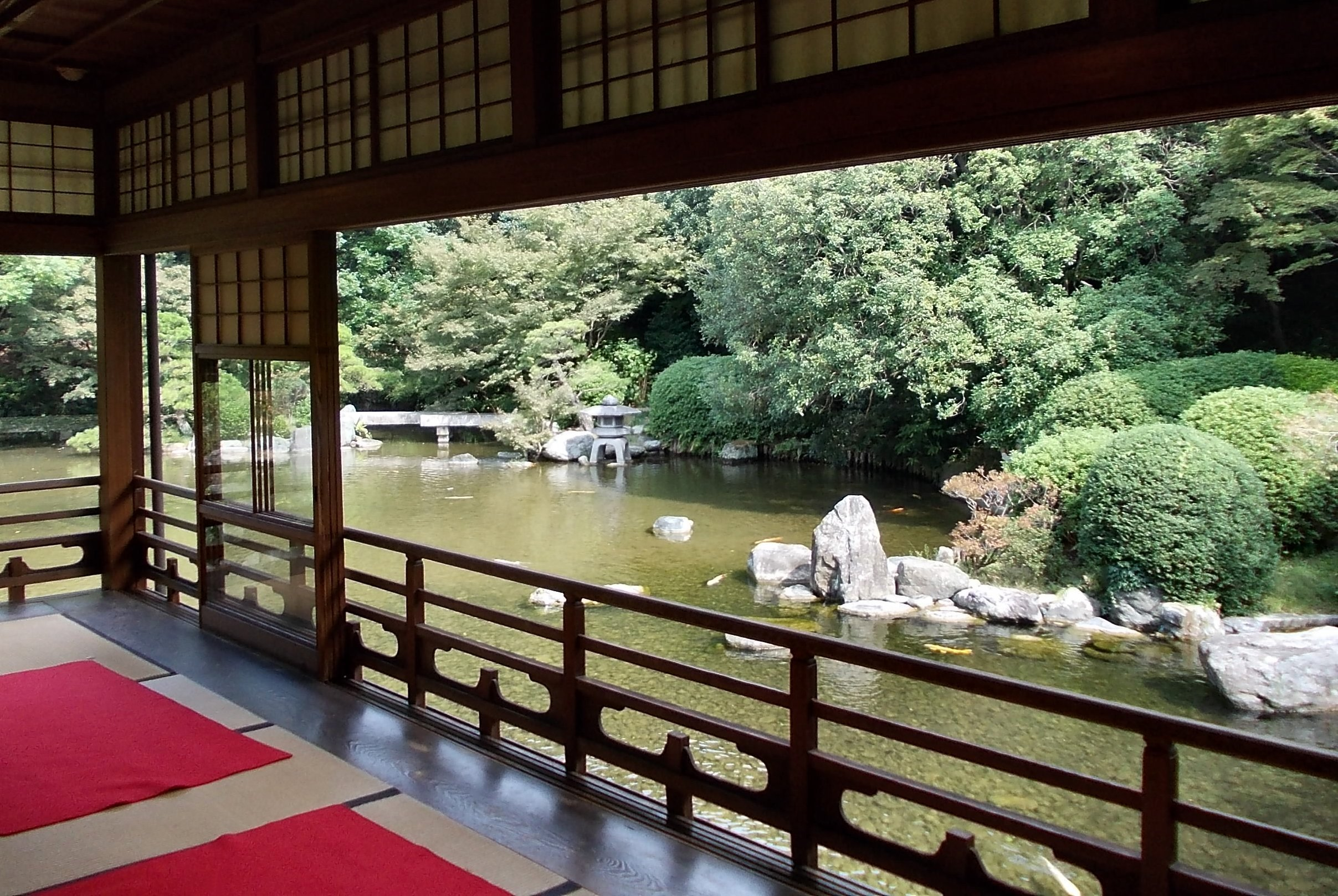
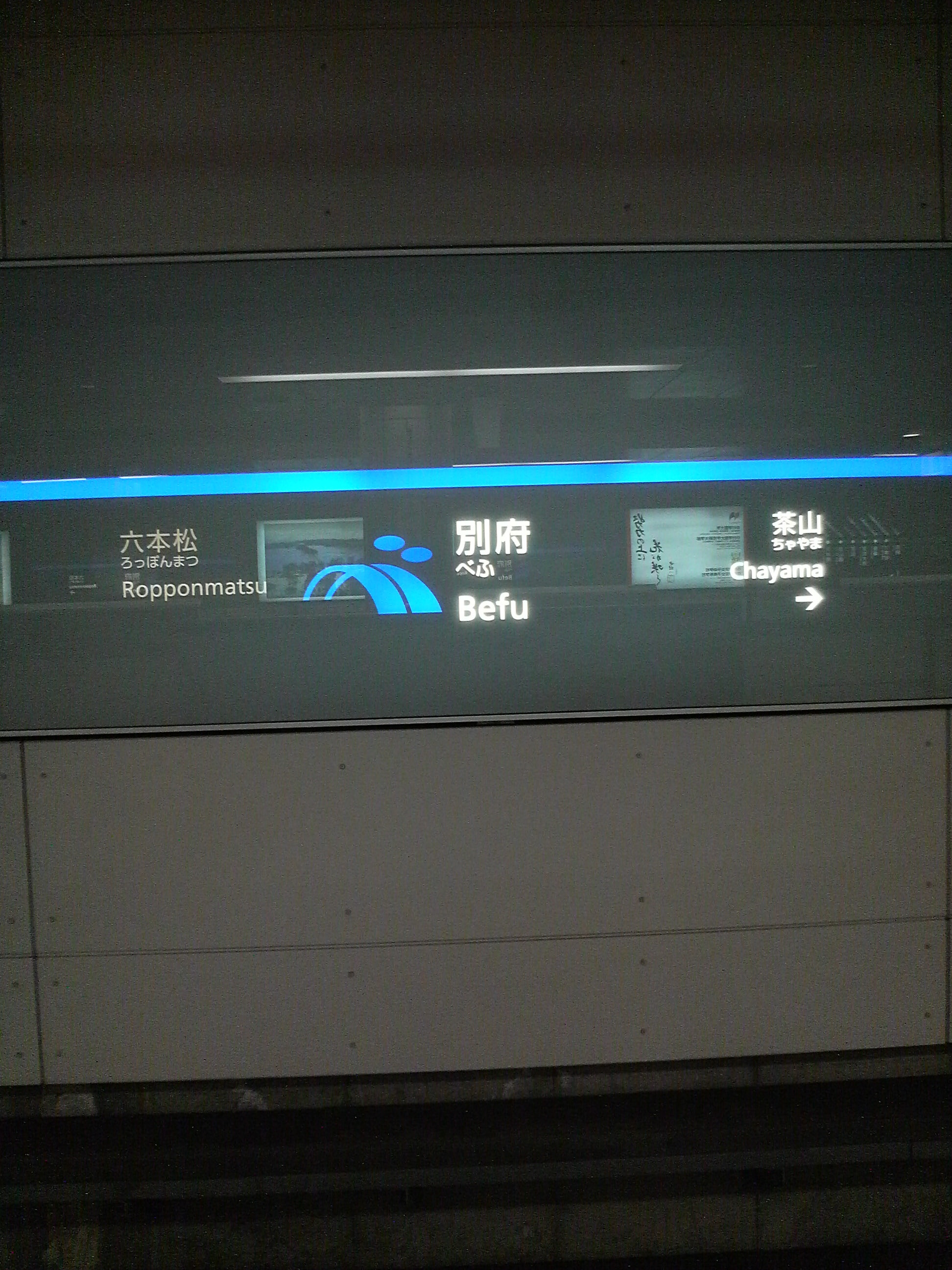